# Kirche Hl. Markus (Batković)

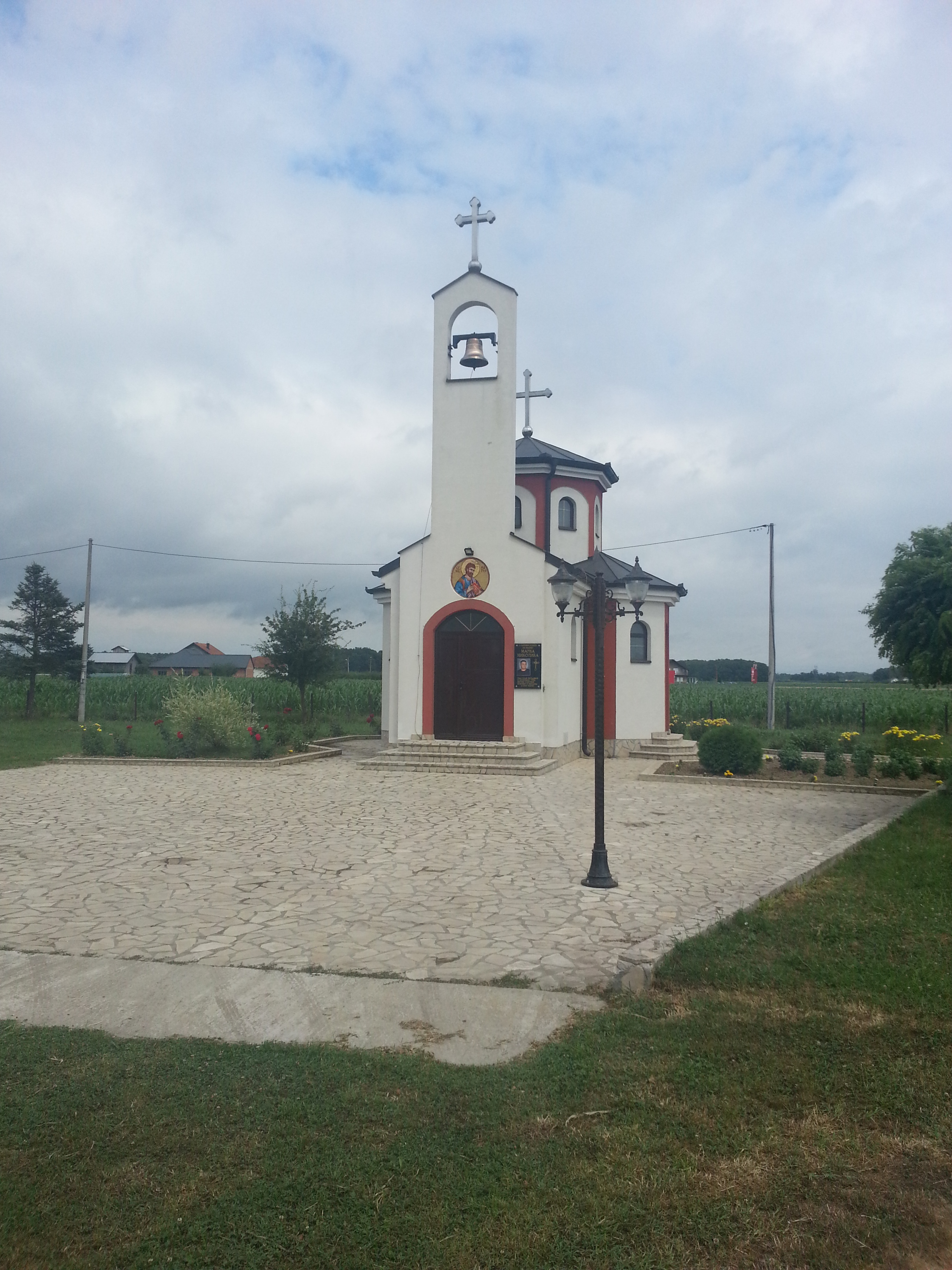
Kirche Hl. Apostel Markus

Die Kirche Hl. Markus (serbisch: Црква Светог Апостола и Јеванђелиста Марка, Crkva Svetog Apostola i Jevanđelista Marka) im zur Opština Bijeljina gehörendem Dorf Batković ist eine serbisch-orthodoxe Kirche im nordöstlichen Bosnien und Herzegowina. Die Kirche ist auch als Kapelle Hl. Markus bekannt.
Die von 2012 bis 2015 erbaute Friedhofskirche ist dem Hl. Apostel und Evangelisten Markus geweiht. Sie ist die Filialkirche der Pfarrei Batković I im Dekanat Bijeljina der Eparchie Zvornik-Tuzla der Serbisch-Orthodoxen Kirche.

## Lage
Die Kirche Hl. Markus steht auf dem Dorffriedhof von Batković, auf einer Parzelle von 460 m². Batković zählt um die 3.500 Einwohner. Die ältesten Grabmäler auf dem Friedhof stammen aus dem 19. Jahrhundert. Im Dorf steht auch die von 1984 bis 1988 erbaute serbisch-orthodoxe Pfarrkirche der Pfarrei Batković I, die Kirche Hl. Sava.
Das Dorf liegt in flacher Ebene der Semberija nördlich der Gemeindehauptstadt Bijeljina, nicht weit der Grenze Bosniens und Herzegowinas zum östlichen Nachbarland Serbien entfernt.

## Geschichte
Mit dem Bau der Kirche wurde 2012 begonnen. Die Ausführung der Bauarbeiten übernahm die aus Bijeljina stammende Baufirma Buk promet.
Als Ktitoren (Stifter) der Kirche gelten das aus dem Dorf Batković stammende Ehepaar Momčilo und Milanka Nikolić, die die Kirche für das Seelenheil ihres tragisch verstorbenen Sohnes Marko erbauen ließen. Am Samstag, dem 9. Mai 2015, wurde die Kirche vom damaligen Bischof der Eparchie Zvornik-Tuzla, Hrizostom, mit der Assistenz von Erzpriester Milan Perković, Erzpriester Dragan Ilić und Diakon Bogdan Stjepanović feierlich eingeweiht und die erste Hl. Liturgie wurde in der Kirche gefeiert.
Die Einweihung der Kirche sollte 2014 stattfinden, musste aber wegen der großen Balkanflut von 2014 (Balkantief Yvette), bei dem auch das Dorf Batković schwer getroffen wurde, um ein Jahr verlegt werden.

## Architektur
Die einschiffige Kreuzkuppelkirche mit den Dimensionen 10 × 6 m wurde im serbisch-byzantinischem Stil erbaut, mit einer Altar-Apsis im Osten und einem kleinen Glockenturm im Westen. Die Kirche ist aus Kleinziegeln errichtet worden, über der Mitte des Kirchenschiffes erhebt sich eine Kuppel.
Die Kirche besitzt eine Kirchenglocke. Die Kirche Hl. Markus ist derzeit nur zu Teil mit byzantinischen Fresken im Inneren bemalt. Sie besitzt, typisch für orthodoxe Kirchengebäude, eine kleine Holzikonostase mit Ikonen.
Die Fassade der Kirche ist schlicht in Weiß gehalten. Auffällig sind die roten Bemalungen an den Seitenwänden. Eingänge in die Kirche befinden sich an der West-, Süd- und Nordseite. Über dem Westeingang befindet sich eine Ikone, die den Hl. Markus darstellt.